# Аракі Юсуке
Юсуке Аракі (яп. 荒木 友輔, латиніз.: Araki Yūsuke, 2 травня 1986, Оме) — японський футбольний арбітр.

## Кар'єра
З березня 2012 року став судити матчі в Японській футбольній лізі, тодішньому третьому дивізіоні країни. З травня 2013 року також почав працювати на матчах у Джей-Лізі 2. З березня 2016 року почав судити матчі вищого японського дивізіону.
У 2017 році він був зареєстрований як міжнародний арбітр ФІФА і отримав право обслуговувати міжнародні матчі з початку 2018 року. Того ж місяця він відсудив товариську гра між Індонезією та Ісландією, наступного місяця провів свої перші ігри в Кубку АФК, а у квітні відбулася його перша поява у Лізі чемпіонів АФК. Потім він також обслуговував чотири гри групового етапу та один чвертьфінал юнацького (U-16) чемпіонату Азії 2018 року.
Був головним арбітром у фіналах Кубка Джей-ліги 2019 року та Кубок Імператора 2021 року, крім того у лютому 2021 і 2023 років він також судив матчі Суперкубка Японії.
На молодіждному рівні надалі суив матчі чемпіонату Азії (U-23) у 2022 році, де відсудив одну гру групового етапу та чвертьфінал, а згодом він також обслуговував півфінал чемпіонату Південно-Східної Азії 2022, що пройшов наступного року. Він також брав участь у молодіжному чемпіонаті світу 2023 року, де судив дві гри на груповому етапі, атакож також був четвертим арбітром у одному матчі 1/8 фіналу та чвертьфіналі.
Уперше на Кубок Азії Аракі був залоучений на турнір 2024 року, де він судтив гру групового етапу між Австралією та Узбекистаном (1:1), а також 1/8 фіналу між Таджикистаном та ОАЕ (1:1).
Крім цього японця запрошували судити і матчі за кордоном, так у жовтні 2017 року він судив матч першого дивізіону Чехії та дві гри у польській Екстракласі, а 2019 році два матчі в китайській Суперлізі, а також один у Кубку Англії. Через кілька років він відсудив ще три матчі в англійській Прем'єр-лізі 2 восени 2022 року.